# Cover Ups
Cover Ups è un album di cover del gruppo hardcore punk statunitense Good Riddance, pubblicato nel 2002 dalla Lorelei Records, etichetta fondata dal cantante Russ Rankin.

## Accoglienza
Kurt Morris di Allmusic ha dato a Cover Ups due stelle su cinque, commentando che "Alcuni brani sembrano rovinati dal fatto che la band cerca di essere divertente e invece risulta fastidiosa (il coro moccioso "na-na-na" su 'I Melt with You', le grida femminili acute su 'Leader of the Pack', ecc. ) ... I punti salienti dell'album sono senza dubbio la cover dei Kiss e Bill Stevenson dei Black Flag, All e Descendents che suona la batteria e la chitarra nel pezzo dei Black Flag ... Gli album di cover sono (in quasi tutti i casi) solo per i fan. Cover Ups non fa eccezione".

## Tracce
1. I Melt with You (Modern English) - 2:22
2. Feel Their Pain (Insted) - 2:02
3. I Stole Your Love (Kiss) - 2:37
4. Second Coming (Battalion of Saints) - 1:26
5. Come Dancing (The Kinks) - 2:20
6. Outlaw (Chron Gen) - 3:05
7. Leader of the Pack (The Shangri-Las) - 2:09
8. Hall of Fame (Government Issue) - 0:57
9. In My Head (The Psychedelic Furs) - 2:41
10. My War (Black Flag) - 3:43

## Formazione
- Russ Rankin – voce
- Luke Pabich – chitarra
- Chuck Platt – basso
- Bill Stevenson – batteria
- Rich McDermott - batteria
- Dave Wagenschutz - batteria
- Sean Sellers - batteria